# Xã Kilbuck, Quận Allegheny, Pennsylvania
Xã Kilbuck (tiếng Anh: Kilbuck Township) là một xã thuộc quận Allegheny, tiểu bang Pennsylvania, Hoa Kỳ. Năm 2018, dân số của xã này là 719 người.